# Maria Schell
Maria Schell (Wenen, 15 januari 1926 - Preitenegg, 26 april 2005) was een Oostenrijks actrice. In het begin van de film Superman (1978) speelde zij de rol van Vond-Ah, een van de raadsleden van Krypton voor deze explodeerde. Verder is Maria Schell bekend als hoofdrolspeelster Natalia in de film Le notti bianche.
Maria Schell was de moeder van acteur Oliver Schell uit het huwelijk met acteur-regisseur Horst Hächler met wie zij getrouwd was van 1957 tot hun scheiding in 1965. Ook was zij de moeder van actrice Marie Theres Relin uit het huwelijk met acteur-regisseur Veit Relin met wie zij getrouwd was van 1966 tot hun scheiding in 1986. Verder was Maria Schell de zus van actrice Immy Schell, acteur-regisseur Maximilian Schell en acteur Carl Schell. Hun ouders waren de schrijver Ferdinand Hermann Schell en actrice Margarete Schell Noé.

## Filmografie
- Steibruch (1942)
- Nach dem Sturm (1948)
- Maresi (1948)
- Der Engel mit der Posaune (1948)
- Die letzte Nacht (1949)
- Es kommt ein Tag (1950)
- The Angel with the Trumpet (1950)
- The Magic Box (1951)
- Dr. Holl (1951)
- Bis wir uns wiedersehn (1952)
- The Heart of the Matter (1953)
- Tagebuch einer Verliebten (1953)
- Solange Du da bist (1953)[1]
- So Little Time (1953)
- Der träumende Mund (1953)
- Die letzte Brücke (1954)
- Die Ratten (1955)
- Napoléon (1955)
- Herr über Leben und Tod (1955)
- Liebe (1956)
- Gervaise (1956)
- Le notti bianche (1957)
- Rose Bernd (1957)
- Der Schinderhannes (1958)
- Une vie (1958)
- The Brothers Karamazov (1958)
- As the Sea Rages (1959)
- The Hanging Tree (1959)
- Cimarron (1960)
- Ninotchka (1960)
- Das Riesenrad (1961)
- The Mark (1961)
- Ich bin auch nur eine Frau (1962)
- Zwei Whisky und ein Sofa (1963)
- L'assassin connaît la musique... (1963)
- Nora oder Ein Puppenheim (1965)
- Who Has Seen the Wind? (1965)
- Der heiße Tod (1969)
- Le diable par la queue (1969)
- Die ungarische Hochzeit (1969)
- La provocation (1970)
- Il trono di fuoco (1970)
- Willy und Lilly (1971)
- Olympia - Olympia (1971)
- Marie (1972)
- Die Pfarrhauskomödie (1972)
- Chamsin (1972)
- Die keusche Susanne (1972)
- Dans la poussière du soleil (1973)
- Immobilien (1973)
- Die Kurpfuscherin (1974)
- The Odessa File (1974)
- Die Ohrfeige (1975)
- Change (1975)
- Das Konzert (1975)
- So oder so ist das Leben (1975)
- Die Heiratsvermittlerin (1975)
- Voyage of the Damned (1976)
- Folies bourgeoises (1976)
- Superman (1978)
- Schöner Gigolo, armer Gigolo (1978)
- Spiel der Verlierer (1978)
- Teerosen (1978)
- Christmas Lilies of the Field (1979)
- Die erste Polka (1979)
- Der Wald (1979)
- Moral (1979)
- Liebe bleibt nicht ohne Schmerzen (1980)
- Der Thronfolger (1980)
- Frau Jenny Treibel (1982)
- Inside the Third Reich (1982)
- La passante du Sans-Souci (1982)
- Der Besuch der alten Dame (1982)
- Elisabeth von England (1983)
- Der Trauschein (1983)
- Král Drozdia Brada (1984)
- Samson and Delilah (1984)
- Nineteen Nineteen (1985)
- Herbst in Lugano (1988)
- Le dernier mot (1991)

## Televisieseries
- Kraft Television Theatre (1956)
- Playhouse 90 (1958 en 1959)
- Der Kommissar (1969, 1973 en 1975)
- Fritz Muliar Schau (1972)
- Assignment Vienna (1973)
- Katohi (1973)
- Der kleine Doktor (1974)
- Hallo Peter (1974)
- Tatort (1975 en 1996)
- Kojak (1976)
- Derrick (1977 en 1978)
- The Martian Chronicles (1980)
- Krimistunde (1982)
- Das Traumschiff (1983)
- Die glückliche Familie (1987-1991)
- Maria des Eaux-Vives (1993)
- Der Clan der Anna Voss (1995)